# Brookesia therezieni
Brookesia therezieni är en ödleart som beskrevs av  Brygoo och DOMERGUE 1970. Brookesia therezieni ingår i släktet Brookesia och familjen kameleonter. IUCN kategoriserar arten globalt som livskraftig. Inga underarter finns listade.